# Hi Hi Puffy AmiYumi
Hi Hi Puffy AmiYumi es una serie animada de televisión estadounidense, creada por Sam Register y producida por Renegade Animation para Cartoon Network basada en la banda Puffy AmiYumi. Fue estrenada el 19 de noviembre de 2004 en Estados Unidos y el 29 de abril de 2005 en Hispanoamérica.
La serie narra las aventuras de las versiones caricaturizadas de Ami Onuki y Yumi Yoshimura, integrantes del dueto de J-Pop y J-Rock Puffy AmiYumi (PUFFY en Japón).

## Producción
Según la productora, el público objetivo de la serie son niños y niñas de 6 a 11 años, aunque también es vista por personas fuera de dicho rango de edades, muchos de ellos fans del grupo Puffy AmiYumi. Además, también se buscó difundir al dueto japonés en Occidente, donde eran poco conocidas por el público en general, a pesar de que ya habían visitado Estados Unidos y ya habían interpretado canciones para varios animes y la serie Los Jóvenes Titanes, también de Cartoon Network, sobre todo, porque Sam Register es amigo de las originales Ami Onuki y Yumi Yoshimura, por lo que buscaba extender su éxito en occidente, sobre todo en Estados Unidos.
Hi Hi Puffy AmiYumi fue una de las pocas series animadas producidas en su totalidad en Estados Unidos. La mayoría de las caricaturas de este tipo no lo son, pues la parte de animación propiamente dicha se realiza en países como Corea del Sur o Filipinas. Los personajes fueron realizados y diseñados por Lynne Naylor, quien en este tiempo había estado trabajando con Warner Bros Animation desde Tiny Toons Adventures. Por lo que para la época, se empezó a trabajar en la animación con Macromedia Fash fusionado con animación tradicional, que en ese tiempo el proceso de la animación cel aun era fundamental en las caricaturas. 
La serie animada tiene una ligera influencia en los dibujos clásicos de Hannah-Barbera y estilo de Jay Ward, mezclado con expresiones provenientes del anime y de Peanuts de Charles M. Schultz, como mencionó Mariko Hisamitsu, la gerente de relaciones públicas de entretenimiento en Japón: "A diferencia de Occidente, la animación japonesa es vista desde niños hasta adultos, con un mercado tan grande, la calidad es realmente alta y en este momento, las personas que trabajan en la vanguardia de la animación estadounidense son aquellas que crecieron viendo anime. Una caricatura estadounidense con un sabor japonés" 
Sony lanzó un álbum para acompañar el éxito de la serie en Japón, con algunas versiones en inglés de sus éxitos japoneses y, por supuesto, el tema de Los Jóvenes Titanes.
La serie fue anunciada oficialmente en adelantado por Cartoon Network el 26 de febrero de 2004. En principio estaba previsto su estreno para diciembre de 2004, pero más tarde fue adelantado al 19 de noviembre.
El 2 de octubre de 2006, el equipo de la serie anunció en su blog (puffycrew.blogspot.com) que Cartoon Network había cancelado Hi Hi Puffy AmiYumi después de tres temporadas y 39 episodios. Esto se debió a que Sam Register había dejado Cartoon Network hasta que se convirtió oficialmente en presidente de Cartoon Network Studios el 28 de agosto de 2020. Una cuarta temporada estuvo en producción durante este tiempo, pero nunca se completó.
De los 40 episodios producidos, sólo 35 fueron transmitidos en Estados Unidos. Tanto en Japón como en Latinoamérica, la serie fue transmitida en su totalidad.

## Estilo y Contenido
La serie tiene un estilo con una marcada influencia japonesa y tintes de comedia, y es protagonizada por versiones animadas de Ami y Yumi y su representante Kaz. La serie es animada con el programa Macromedia Flash, aunque también se utilizan técnicas de animación tradicional.
Cada uno de los episodios -de media hora (con comerciales)- se divide en tres segmentos de aproximadamente siete minutos. El tema de introducción es cantado en japonés por el dúo real. Durante la primera temporada y parte de la segunda, el programa incluía cortos de animación donde se escuchaban canciones del dúo. Estos personajes (versiones minimalistas de las caricaturas de Ami y Yumi, de color rosa y azul respectivamente) también aparecían acompañando el título de capa segmento. También había otro tipo de cortos, donde Ami y Yumi (las reales) aparecen en pequeños segmentos en concierto o en estudio grabados en Japón (hablando en japonés -sin subtítulos- en la versión en inglés, pero todo es doblado en la versión de Latinoamérica). En la segunda y tercera temporadas, el dúo u otros personajes (también reales) salen sosteniendo carteles con los títulos de los segmentos. En ocasiones (dentro de la animación) los personajes salpican sus parlamentos con palabras y expresiones en japonés.

## Personajes
Los personajes de "Hi Hi Puffy AmiYumi" utilizan los mismos nombres del grupo japonés, pero en una apariencia diferente y con personalidades exageradas, lo que provoca que no se parezcan en nada a su versión real.

### Personajes principales
- Ami Onuki  (pronunciación: /ˈɑmi/) Su personalidad es de una adolescente de 14 años. Es cariñosa, tierna, optimista y dulce. Siempre le encuentra solución a la mayoría de los problemas que enfrenta. Donde hay una nube, Ami ve un colorido arcoíris. Sin embargo, a pesar de su tierna apariencia y conducta, no es raro que, si se la molesta o quiera conseguir algo, se enoje o haga berrinches. En la banda, desempeña las funciones de baterista, guitarrista y vocalista. Es fanática del género musical Bubblegum-pop. Yumi es su mejor amiga, pero en ciertas ocasiones se generan problemas entre ambas, dada su amplia diferencia en gustos y personalidades. Le encanta la limpieza, las golosinas y poder ayudar a otros. Posee una gatita blanca llamada Tekirai. Sus ojos son de color rosa, su vestimenta consiste en un vestido corto de vivos colores (amarillos y rosas), un par de botas blancas y altas de taco, un reloj blanco y verde en su brazo derecho, y un brazalete rojo en el brazo izquierdo. Su cabello es largo, de color fucsia y posee dos colas circulares. En uno de estas (en la derecha, concretamente), Ami usa una flor amarilla.

Su atuendo corresponde a una moda juvenil femenina de la década de 1970.
- Yumi Yoshimura  (pronunciación /ˈjumi/) Su personalidad es de una adolescente de 16 años. A simple vista representaría, todo lo contrario a lo que es Ami, tanto en personalidad como en apariencia. Ella es oscura, fría, reservada, negativa y muy sarcástica. Se enoja con facilidad y habitualmente, recurre a la agresión. Pero, a pesar de su comportamiento, Yumi quiere mucho a Ami, y la considera como su mejor amiga, dejando de lado sus diferencias. En la banda, desempeña las funciones de guitarrista y vocalista. Cabe destacar que es toda una maestra en la guitarra eléctrica. Detesta la limpieza y las cosas "cursi". Tiene un gato negro, llamado Jang Keng. Su vestimenta consiste en una playera color morado-azulado con una calavera (la cual generalmente sigue las expresiones de Yumi), una minifalda negra, una licra morada debajo de la minifalda, un par de botas negras con suelas y cordones en morado también, y un juego de brazaletes y collar de picos metálicos. Sus pestañas tienen forma de triángulos, que rodean sus ojos azules. Su cabello es corto y de color morado azulado.

Su atuendo es una combinación de modas heavy metal, punk y grunge de la década de 1980.
- Kaz: Es el representante de la banda. Es bajo en estatura, y mayor en edad. Es calvo y usa una playera y pantalones largos con un estilo muy urbano. Su función es conseguirles conciertos a las chicas y llevarlas a los mismos. Es quien generalmente conduce el autobús de la banda. Es muy avaro, codicioso y tacaño, y muchas veces mete al dúo en problemas o situaciones generadas por él. Emplea el contrato que los une como arma para justificar sus decisiones y hacer que ellas hagan lo que él quiera. También suele obligarlas a promocionar productos ridículos con tal de ganar dinero. A pesar de todos los problemas que les puede generar, ellas lo quieren mucho, y viceversa también. Siempre que hay dinero de por medio, Kaz hace lo que sea por tenerlo.

- Tekirai y Jang Keng: Son los gatos de Ami y Yumi, respectivamente. Tekirai es una gatita blanca de pelo abundante. Al igual que su dueña, es muy limpia y ordenada, pero se vuelve agresiva si se la molesta. Mientras que Jang Keng, el gato negro de Yumi, es algo más salvaje. Cuando las chicas salen de compras o a pasear, los felinos suelen tener muchos problemas con Kaz, a tal punto de que siempre consiguen hacerle la vida imposible a este último.

### Personajes secundarios
- Armonía: Es una niña pequeña de seis años, que se autoproclama "Fan número uno" de Puffy AmiYumi. En algunos episodios, Armonía persigue a las chicas alrededor del mundo con tal de tenerlas cerca, hablarles y pedirles autógrafos. Curiosamente, al final del primer capítulo escucha a Kaz cantar (mal) en la ducha, y pasa a admirarlo a él también, lo que prueba que su verdadera obsesión no es la banda, sino ser "número uno" en algo.

- Los Chupatalentos: Son una banda de metal compuesta por un trío de vampiros de Transylvania (Vlad, Mitch y Nikolai). Como su nombre lo dice, tienen la habilidad de "chupar" el talento de otros artistas. En su episodio homónimo, Ami y Yumi son sus víctimas.

- Eldwin Blair: Es un malvado empresario, interesado en destruir ambientes naturales para construir edificios y hacer negocios para su propio beneficio. Aparece en dos episodios, y en ambos demuestra su interés por construir "el estacionamiento más grande del mundo".

- El loco Styx: Fue un baterista muy famoso por su forma agresiva de tocar. Murió intentando tocar la batería dentro de una esfera giratoria en pleno concierto (la esfera se salió de su lugar y explotó). Su alma quedó encerrada en sus baquetas, que cayeron sobre el escenario en forma de cruz. Dichas baquetas lo representan en el episodio "Ami se vuelve mala". Está basado en Tommy Lee, baterista de la banda Mötley Crüe, que realizó con éxito un truco similar.

- El rey Chad: Es un joven fanático del juego de cartas "Stu-Pi-Doh!" (parodia de Yu-Gi-Oh!). Se autoproclama el rey del juego por poseer "la carta más poderosa". Las chicas lo describen como un "nerd", aunque inevitablemente se enamoran de él por su apariencia, por lo cual se enfrentan entre sí en un juego de Stu-Pi-Doh!.

- Janice: Es la novia de Chad. Solo aparece en "Celosas". Para entonces, Chad cambia las cartas por el yo-yo, y Janice es una experta con el mismo. Ami y Yumi, quienes vuelven a enamorarse de él pese a haber aprendido la lección, hacen lo posible para sacar a Janice de en medio.

- Timmy: Es un niño pequeño malcriado, hijo de un hombre adinerado. Solo aparece en "Niño consentido", donde Kaz vende la banda al padre de Timmy, y las chicas deben hacer todo lo que él les diga, hasta que ellas le enseñan el valor de la amistad.

- Pared: Es un joven corpulento de gran tamaño. Dice ser un fan de la banda, y que tiene todos sus discos. Es el guardaespaldas personal de las chicas en un episodio, y el encargado de que los fanes no se les echen encima.

- Domo: Es el perro de Kaz. Aparece en su propio episodio, "Domo" y a partir de éste también. Al igual que su dueño, usa anteojos. Le gusta mucho la comida para gatos, por lo cual resulta una molestia para Jang-Keng y Tekirai.

- Atchan: Es un joven que vive creyendo ser un superhéroe. Siempre habla en tercera persona. Conoció a Ami y a Yumi cuando en un campamento cuando eran niños. A Ami le cae bien, pero a Yumi no tanto, ya que siempre la molesta (sin intención) cuando intenta demostrar ser un superhéroe, idea que Ami le hizo creer accidentalmente cuando era niño.

- Julie: Es una chica de edad y complexión física idéntica a la de las chicas. Es una antigua amiga de Yumi. Ella posee una "guitarra-teclado" (teclado con mástil de guitarra), al cual trata como si tuviera vida propia. Es buena con Yumi, pero mala con Ami, a quien siempre llama "Arturo" y siempre molesta. Ella, lo que realmente quiere es quitarse a ambas de en medio para obtener toda su fama. Su vestimenta es una chaqueta negra con una playera blanca debajo con una insignia de prohibición, pantalones de jean y botas negras. Su cabello y ojos son de color verde. Solo aparece en el episodio "Julie AmiYumi" y al final del mismo jura venganza, sin embargo este es el último capítulo de la serie colombo-japonesa.

## Crítica
Algunos fanes de la serie calificaron las aventuras de la primera temporada como llenas de clichés, por lo cual la productora contrató nuevos escritores para la segunda, en la que se ve una mejoría en los argumentos, sin embargo ha habido ciertas críticas con respecto de la tercera temporada por los fanes. Debido a su bajo índice de audiencia y cambios administrativos en Cartoon Network, se dejaron de producir nuevos episodios en 2006. Los personajes de Ami y Yumi no se parecen a las protagonistas del grupo real.
La serie fue cancelada al término de la tercera temporada y no hay intenciones de retomarla con su nombre actual. La compañía japonesa TV Asahi transmite un nuevo programa semanal llamado Hi Hi PUFFY Club, una especie de versión de acción real de la serie de Cartoon Network.

## Episodios
| Temporada | Temporada | Episodios          | Fecha emisión           | Fecha emisión           |
| Temporada | Temporada | Episodios          | Estreno de la temporada | Final de temporada      |
| --------- | --------- | ------------------ | ----------------------- | ----------------------- |
|           | 1         | 13                 | 19 de noviembre de 2004 | 25 de marzo de 2005     |
|           | 2         | 13                 | 22 de abril de 2005     | 25 de noviembre de 2005 |
|           | 3         | 13 (5 no emitidos) | 17 de febrero de 2006   | 27 de junio de 2006     |

## Emisión
Además de algunas de las versiones locales de Cartoon Network , la serie es emitida en la cadena canadiense YTV. En Japón, la serie forma parte de un bloque matutino de TV Tokio llamado O ha Star desde el 6 de octubre de 2005. A partir del 8 de enero de 2006 En Chile se emitió en 2005 por Universidad Católica de Chile Televisión. Se emitió en Magnavisión únicamente el 1 de enero de 2006. En México se emitió por el Canal 5 de Televisa desde 2007 hasta 2009. Por otro lado, el programa se estrenó en México y Latinoamérica el 29 de abril de 2005 a las 07:00 PM por Cartoon Network Latinoamérica; se usaron varios comerciales promocionando el estreno del programa, tanto en la programación del canal como en la página de internet de Cartoon Network.

## Doblaje
| Personaje           | Actor original | Actor de doblaje Japón | Actor de doblaje (México)                                                    | Actor de doblaje (España)                            |
| ------------------- | -------------- | ---------------------- | ---------------------------------------------------------------------------- | ---------------------------------------------------- |
| Ami Onuki           | Janice Kawaye  | Kei Kobayashi          | Leyla Rangel                                                                 | Blanca Hualde                                        |
| Yumi Yoshimura      | Grey DeLisle   | Sachiko Kojima         | Karla Falcón                                                                 | Ana Esther Alborg                                    |
| Kaz                 | Keone Young    | Akihiko Ishizumi       | José Luis Orozco                                                             | Abraham Aguilar                                      |
| Armonía             | Sandy Fox      | Satomi Arai            | Liliana Barba                                                                | Carmen Cervantes                                     |
| Voces Adicionales   | ¿?             | ¿?                     | Francisco Colmenero Liliana Barba Gabriel Ortiz Diana Pérez Sebastián Llapur | Blanca Rada Adolfo Moreno                            |
| Estudio de Doblaje  | Renegade       | Estudios NHK           | Candiani Dubbing Studios                                                     | SDI Media Iberia (Abaira)                            |
| Director de Doblaje | ¿?             | ¿?                     | Diana Santos                                                                 | Mayte Torres Chelo Vivares                           |
| Traductor/Adaptador | ¿?             | ¿?                     | Katya Ojeda (traducción)                                                     | Carolina Sastre (Traductor) Mayte Torres (Adaptador) |